# Журавлина залізнична гілка
Журавлина залізнична гілка (рос. Журавлиная железнодорожная ветка) — вузькоколійна залізниця, відгалуження промислової Бєлорєцької залізниці від роз'їзду Шушпа на станцію Журавлине Болото. Довжина — 18 км. Побудована у 1912–1914 роках китайськими робітниками.
Гілка використовувалась для вивезення торфу з боліт на металургійні заводи (Катав-Івановського, Бєлорєцького, Магнітогорського).
Розібрана до 1972 року. Певні залишки від розібраної дороги є туристичним об'єктом.